# 欧杞柳
欧杞柳（学名：Salix caesia）是杨柳科柳属的植物。分布于欧洲、西伯利亚、中亚地区以及中国大陆的新疆等地，生长于海拔1,500米至3,000米的地区，一般生长在山间沼泽和低湿地，目前尚未由人工引种栽培。